# Батејвија (Охајо)
Батејвија (енгл. Batavia) град је у америчкој савезној држави Охајо.

## Демографија
По попису из 2010. године број становника је 1.509, што је 108 (-6,7%) становника мање него 2000. године.
| Група             | 2000.         | 2010.         |
| Белци             | 1.524 (94,2%) | 1.402 (92,9%) |
| Афроамериканци    | 53 (3,3%)     | 52 (3,4%)     |
| Азијати           | 4 (0,2%)      | 9 (0,6%)      |
| Хиспаноамериканци | 6 (0,4%)      | 13 (0,9%)     |
| Укупно            | 1.617         | 1.509         |